# Djuptjärnen (Nederluleå socken, Norrbotten, 730158-179148)
Djuptjärnen är en sjö i Luleå kommun i Norrbotten och ingår i Altersundet-Luleälvens kustområde.